# Woodstock (utwór)
„Woodstock” – utwór zespołu IRA pochodzący z trzeciego albumu zespołu 1993 rok. Został umieszczony na czwartej pozycji na krążku, trwa 2 minuty i 48 sekund i jest drugim co do długości utworem znajdującym się na płycie, krótsze jest tylko Intro (1.28).
Tekst utworu ma charakter nostalgiczny, z nawiązaniem do cytatu z hendrixowskiego Purple Haze.
Kompozytorem utworu jest gitarzysta Kuba Płucisz, natomiast tekst napisał wspólnie cały zespół.
Również i ten utwór jest utrzymany w ostrym i melodyjnym brzmieniu z dynamiczną solówką gitarową, oraz melodyjnymi riffami. Utwór był rzadko grany podczas trasy promującej płytę 1993 rok. Nie był także w ogóle grany podczas koncertów akustycznych zespołu.
Nie znalazł się na żadnej z dwóch płyt koncertowych grupy.
Obecnie w ogóle nie jest grany na koncertach zespołu.

## Twórcy
IRA
- Artur Gadowski – śpiew, chór
- Wojtek Owczarek – perkusja
- Piotr Sujka – gitara basowa, chór
- Kuba Płucisz – gitara rytmiczna
- Piotr Łukaszewski – gitara prowadząca

Produkcja
- Nagrywany oraz miksowany: 8 lutego – marzec 1993 w Studio S-4 w Warszawie
- Producent muzyczny: Leszek Kamiński
- Realizator nagrań: Leszek Kamiński
- Montaż płyty: Krzysztof Audycki
- Aranżacja: Kuba Płucisz
- Tekst piosenki: IRA
- Zdjęcia wykonał: Dariusz Majewski
- Projekt graficzny: Zbigniew Majerczyk
- Pomysł okładki: Wojtek Owczarek oraz Marek Maj
- Sponsor zespołu: Mustang Poland